# Lourival Gomes
Lourival Gomes de Almeida (Rio Bonito, 22 de julho de 1955), ou simplesmente Lourival Gomes, é um empresário e político brasileiro filiado ao PP. Nascido em Rio Bonito, mora em Sampaio Corrêa, distrito de Saquarema.

## Vida política
Foi eleito suplente de deputado federal em 2014 para a 55.ª legislatura (2015-2019), pelo PSDC. Assumiu o mandato entre 2 de janeiro e 7 de março de 2017, após licenciamento do titular Luiz Carlos Ramos, porém teve seu mandato cassado por infidelidade partidária.
ERRATA:
Na 55a legislatura, houve uma liminar concedida, equivocadamente, pelo Ministro do STF, Marco Aurélio Mello, porém sem efeito, pois com o retorno do titular do mandato, Luiz Carlos Ramos a cadeira de deputado, a ação perdeu o objeto, sendo logo arquivada no próprio Supremo sem julgar o mérito. Sendo que Josemar Lucas Ferreira Padilha nunca assumiu ou tomou posse. E Lourival Gomes manteve a sua fidelidade.

Nas eleições de 2018 foi eleito deputado federal pelo Rio de Janeiro, através do PSL, recebendo 41.307 votos (0,54% dos válidos).